# Bačkov
Bačkov är en ort i Tjeckien.   Den ligger i regionen Vysočina, i den centrala delen av landet, 80 km sydost om huvudstaden Prag. Bačkov ligger 507 meter över havet och antalet invånare är 147.
Terrängen runt Bačkov är platt. Runt Bačkov är det ganska tätbefolkat, med 172 invånare per kvadratkilometer. Närmaste större samhälle är Havlíčkův Brod, 16,4 km sydost om Bačkov. Omgivningarna runt Bačkov är en mosaik av jordbruksmark och naturlig växtlighet.